# Isabella van Lotharingen (1397-1456)
Isabella van Lotharingen, in het Duits en Engels bekend als Elisabeth van Lotharingen(-Vaudémont), (ca. 1397 - Saarbrücken, 17 januari 1456) was tussen 1429 en 1442 regentes van de graafschappen Nassau-Weilburg en Saarbrücken voor haar zoons. Ze was een pionier van de prozaromans in het Vroegnieuwhoogduits. Ze vertaalde en bewerkte rond 1437 vier Franse hoofse romans (chanson de geste) naar het Duits.

## Biografie

### Afkomst en familie
Isabella was een dochter van Frederik van Lotharingen en Margaretha van Joinville. Haar vader was de tweede zoon van hertog Jan I van Lotharingen, en sinds 1391 heer van Rumigny, Boves en Aubenton, en sinds 1394 graaf van Vaudémont. Haar moeder was vrouwe van Joinville en gravin van Vaudémont.

### Huwelijk en kinderen
Isabella huwde te Vézelise op 8 mei 1412 met graaf Filips I van Nassau-Weilburg (1368 - Wiesbaden, 2 juli 1429). Deze was sinds 1371 graaf van Nassau-Weilburg en erfde in 1381 het graafschap Saarbrücken.

Uit dit huwelijk werden de volgende kinderen geboren:
1. Filips (12 maart 1418 - Mainz, 19 maart 1492), werd graaf van Nassau-Weilburg.
2. Johan (Kirchheimbolanden, 4 april 1423 - Vaihingen, 25 juli 1472), werd graaf van Nassau-Saarbrücken.
3. Margaretha (26 april 1426 - 5 mei 1490), huwde in 1441 met heer Gerhard van Rodemachern.

Volgens de genealogie van dr. A.W.E. Dek hertrouwde Isabella in 1430 met graaf Hendrik IV van Blamont († 24 april 1441). In de versiegeschiedenis van het artikel op de Duitstalige Wikipedia wordt bij de wijziging van 6 maart 2018 vermeld:
“Eintrag zu 2. Ehe entfernt. Nach allen gängigen Quellen war sie nur einmal verheiratet und Heinrich IV. von Blamont starb schon 1421. In den angeführten Quellen liegt verm. eine Verwechslung mit einer anderen Elisabeth von Lothringen vor.”

### Regentes voor haar zoons
Bij het overlijden van haar echtgenoot in 1429 waren Isabella's zoons nog minderjarig. Isabella nam het regentschap voor hun waar, tot 1438 voor de oudste, en tot 1442 voor de jongste.
De graafschappen Nassau-Weilburg en Saarbrücken omvatte gebieden in het centrale Saargebied, aan de Blies, in het oosten van Lotharingen, in de huidige Donnersbergkreis rond de stad Kirchheimbolanden, in de Taunus, aan de Lahn en het Lotharingse Commercy aan de Maas. Isabella slaagde erin, om in deels turbulente tijden, de graafschappen samen te houden en om geschillen met de omliggende gebieden te voorkomen. Onder haar regentschap ontwikkelde Saarbrücken zich tot een residentiestad met het grafelijke kasteel op de steil naar de Saar aflopende rots als het centrale punt. Tot die tijd bestond er nog geen plaatsgebonden centraal bestuur, de landsheren bereisden integendeel onophoudelijk hun vaak verspreid liggende bezittingen om de aanspraak op de heerschappij door hun aanwezigheid te onderbouwen (reisheerschappij).
Nog tijdens haar regentschap verdeelde Isabella in 1439 de bezittingen onder haar twee zoons: het gebied rechts van de Rijn ging naar haar oudste zoon, het gebied links van de Rijn naar haar jongste zoon.

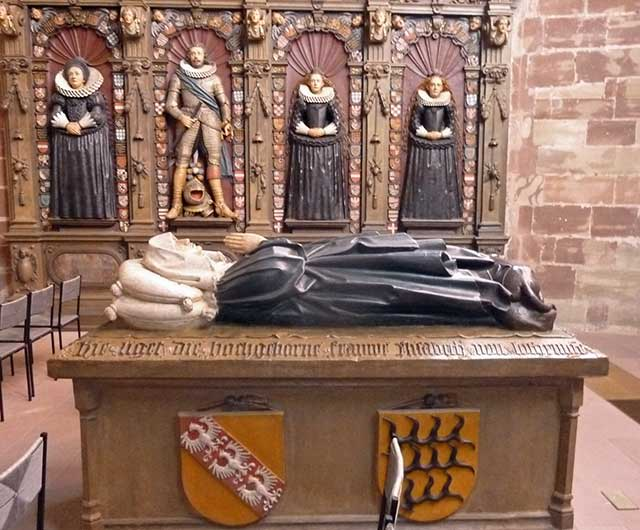
De graftombe van Isabella van Lotharingen in de Stiftskirche Sankt Arnual te Saarbrücken

### Overlijden en begraafplaats
Isabella stierf op 17 januari 1456 in Saarbrücken. In tegenstelling tot de vroegere graven van Saarbrücken, die begraven werden in Wadgassen, koos Isabella voor Sint-Arnual (Saarbrücken) als haar laatste rustplaats. Haar graf bevindt zich in de plaatselijke kloosterkerk, die 200 jaar lang de erfbegraafplaats van het Huis Nassau-Saarbrücken was.

## Literair werk
Hoewel er in de middeleeuwse Duitse literatuur veel vrouwen waren, zoals bijv. Machteld van Maagdenburg, die geestelijke teksten schreven, ontbreken vrouwelijke auteurs van seculiere werken. Pas in de 15e eeuw kunnen enkele adellijke vrouwen met wereldlijke Duitse literatuurproductie worden geassocieerd, zoals Isabella van Lotharingen en Eleonora van Schotland. Isabella, die in het Franse cultuurgebied was opgegroeid, had familiebanden met Franse en Zuidwest-Duitse literatuur stimulerende hoven, zoals met dat in Nancy, waar haar oom Karel II van Lotharingen kunstenaars en humanistische geleerden rond zich schaarde. Karels vrouw Margaretha van de Palts heeft persoonlijk contact gelegd tussen Isabella en het “Musenhof” in Heidelberg en Machteld van de Palts. Verder behoorde Isabella's broer Anton tot de kring van dichters rond Charles d'Orleans. De culturele uitwisseling tussen de hoven was een belangrijke voorwaarde voor het literaire werk van Isabella.
In de omgeving van Isabella werden in de eerste helft van de 15e eeuw vier jongere Franse hoofse romans (chanson de geste) uit de romancyclus over Karel de Grote en zijn nakomelingen, namelijk “Herpin”, “Sibille”, “Loher und Maller” en “Huge Scheppel”, in Vroegnieuwhoogduits proza vertaald. In de intekenlijst van handschriften van “Loher und Maller” en in het tweede voorwoord van de oudste druk van “Huge Scheppel”, die Hans Hauck in 1500 in Straatsburg uitgaf, wordt Isabella expliciet als auteur genoemd. Wolfgang Liepe probeerde aan te tonen dat Isabella ook “Herpin” en “Sibille” vertaald had. In tegenstelling tot ouder onderzoek, beschouwen enkele recente onderzoekers, zoals Ute von Bloh, het echter onwaarschijnlijk dat Isabella zelf de chansons de geste vertaalde. Op zijn minst mag de gravin de initiatiefnemer van de vertalingen geweest zijn, met welke — ondanks een geïsoleerde voorloper als de proza-Lancelot (midden 13e eeuw) — de prozaroman in de Duitse taal voor het eerst verscheen en zich snel daarop verspreidde.
Volgens de intekenlijst van “Loher und Maller” gaf de moeder van Isabella in 1405 de opdracht tot de vervaardiging van een afschrift van de vier genoemde Franse chansons de geste. In de jaren 1430 volgde de vertaling van deze afschriften in het Vroegnieuwhoogduits, die op basis van een nieuw, door Isabella in de jaren 1450 aan haar zoon Johan toegezonden, exemplaar van de chansons de geste werd herzien. Deze rechtstreekse Franse voorgangers bleven niet bewaard, alleen in een fragment in Wiesbaden bevinden zich enige verzen van “Loher und Maller”.
De oudste bewaard gebleven handschriften van de vertaalde Duitse prozaromans dateren uit de tweede helft van de 15e eeuw, ze zijn dus pas ontstaan na de dood van Isabella. Zes van hen behoorden toe aan verwanten van Isabella. Johan, de jongste zoon van Isabella, bezat drie in Hamburg en Wolfenbüttel bewaarde, alle vier prozaromans bevattende, geïllustreerde, groot formaat handschriften, Isabella's dochter Margaretha van Rodemachern een in Heidelberg bewaarde codex van “Loher und Maller”, de aan Isabella verwante graven van Manderscheid-Blankenheim een in Keulen bewaard handschrift van hetzelfde epos, de eveneens aan Isabella verwante Margaretha van Savoye een in Heidelberg bewaard handschrift van “Herpin”. Er bestaan vijf in de late 15de eeuw ontstane manuscripten van “Loher und Maller” en ook drie van “Herpin”; daarentegen bestaat er slechts één in 1455/72 gedateerd handschrift in Hamburg, die de tekst van “Huge Scheppel” en aansluitend die van “Sibille” bevat.

## Nalatenschap
Isabella's jongste zoon had ook, in tegenstelling tot zijn oudere broer, een persoonlijke relatie met de literaire activiteit van zijn moeder. Hij liet onder andere prachtig bewerkte handschriften van de ridderromans, die Isabella had vertaald, vervaardigen. Exemplaren van de handschriften en vroege drukken bevinden zich in de Hertog August Bibliotheek te Wolfenbüttel, en de Staats- en Universiteitsbibliotheek Hamburg.
In april 2007 vond in Saarbrücken ter gelegenheid van de deelname van Saarbrücken aan de activiteiten van de Europese Culturele Hoofdstad Luxemburg een uitgebreide postertentoonstelling over de romans van Isabella plaats. Het Europese Schrijverscongres in Saarbrücken op 16 oktober 2007 had het motto “Ir mens machent fryden”, waarmee Isabella haar vertalingen begon. Haar levensverhaal werd verwerkt in de in 2007 gepubliceerde roman “Die Grenzgängerin” van Ulrike en Manfred Jacobs.

## Uitgaven
- Ein lieplichs lesen vnd ein warhafftige Hystorij wie einer der da hieß Hug schäpler vnd wz metzgers gschlecht ein gewaltiger küng zu Franckrich ward, Grüninger, Straßburg, 1500 (incunabel, in bezit van de Staats- en Universiteitsbibliotheek Hamburg).
- Ein schöne warhaftige hystory von Keiser Karolus sun genant Loher oder Lotarius: wie er verbant ward siben iar vß dem künigreich vnd wie er sich die selbig zeit so ritterlich bruchte, Grieninger, Straßburg, 1514 (druk, in bezit van de Staats- en Universiteitsbibliotheek Hamburg).
- Ein Schöne vnnd warhaffte History von dem teüren geherczten vnd manhafftigen Huge Schappler … Von newen getruckt, Grübninger, Straßburg, 1537 (druk, in bezit van de Staats- en Universiteitsbibliotheek Hamburg).
- Hermann Urtel (Hrsg.), Der Huge Scheppel der Gräfin Elisabeth von Nassau-Saarbrücken nach der Handschrift der Hamburger Stadtbibliothek, Gräfe, Hamburg, 1905 (herdruk: Ruland & Raetzer, Saarbrücken, 2007, ISBN 3-9811546-0-6).
- Sibille - Das Buch von Konig Karl von Frankrich und siner Husfrouen Sibillen, die umb eins Getwerch willen verjaget wart, freie Übertragung ins Hochdeutsche von Yvonne Rech mit Illustrationen von Uwe Loebens, hrsg. von der Stiftung für die deutsch-französische kulturelle Zusammenarbeit, Verlag: Bücher bauen Brücken, ISBN 978-3-9809584-4-8.